# Coda (banda mexicana)
Coda es una banda mexicana de rock que desarrolló su carrera principalmente en la década de los noventa siendo parte del movimiento musical que surgió después de la era del rock en español de la década de los ochenta. Han editado cuatro trabajos discográficos y un EP, logró tener éxitos musicales con canciones como «Aún», «Suelto el deseo», «Tócame», «Eternamente sin ti no sé continuar» y «Veinte para las doce». En 2023 presenta su último concierto supuestamente de despedida en el Teatro Metropólitan.Aún sigue vigente la agrupación.

## Historia
En 1989, Salvador "Xava" Aguilar, proveniente del grupo Pichón, y Tonio Ruiz deciden formar una banda. Se unen a su proyecto musical Jesús Esquivel, Zito Martínez y Diego Benyure y forman Coda. Anteriormente, todos los integrantes tocaban en bandas de heavy, power y speed metal, pero la popularidad del rock duro tocado por bandas como Bon Jovi y Def Leppard iba en aumento. Ellos se sienten identificados con este movimiento musical y deciden cambiar de estilo.
En abril de 1989 tocan por primera vez como Coda, abriendo un concierto de la banda Ultimatum en el Teatro Isabela Corona de Ciudad de México.

### Sus primeras grabaciones
En noviembre de 1989 grabaron su primer EP/DEMO Tiempo perfecto con Discos GAS, el cual sale al mercado en enero de 1990. Hubo poca distribución y promoción; sin embargo, canciones como «¿Por qué te fuiste?», «Suelto el deseo» y «Con o sin ti», destacando. En ese mismo año, Diego Benyure deja la banda y es reemplazado por David Melchor, pianista de conservatorio, como el tecladista de Coda. En 1991 la agrupación tiene otro cambio, Zito Martínez deja Coda y entra en su lugar el bajista Allan Meneses.

### Su primer trabajo discográficoEnciéndelo
En 1992 fueron escuchados por Raúl Vázquez, director general de Sony Music, durante un concierto en Rockotitlán lo que les permitió firmar un contrato que les garantizaba la proyección y difusión que estaban buscando. Es en 1993 cuando aparece su primer disco de larga duración Enciéndelo, producido por el brasileño Luis Carlos Maluly y coproducido por Coda. Después de contratar a la Uruguaya Lilián de León como representante, promocionan su primer sencillo Eternamente. Su segundo sencillo, la balada Sin ti no sé continuar, logra ingresar a las listas de popularidad en México, pero fue el tema Tócame el que les abrió las puertas de Hispanoamérica. Memo del Bosque hace su debut como director en el video de Tócame y llegan al puesto número uno en el canal Telehit.
En septiembre de 1993 son teloneros de los británicos Def Leppard en su gira Adrenalize en México, tocando por primera vez en el Palacio de los Deportes de Ciudad de México, en Parque Fundidora en Monterrey y grabando el vídeo del tema Eternamente. Participa en febrero de 1994 en el festival Rock por la paz en beneficio de las comunidades en Chiapas, celebrado en Coyoacán de la Ciudad de México. Abren los conciertos de Mötley Crüe el 15 de junio en Ciudad de México en el Palacio de los Deportes y el 17 del mismo mes en Monterrey. En agosto participan en el Festival Rock-O en el Toreo de Cuatro Caminos y comparten escenario con El Juguete Rabioso y Cuca. En octubre forman parte de la gira Rockola Coca-Cola, se presentan en: Monterrey, Matamoros, Querétaro, Veracruz y Mérida. En la VIII entrega de premios de la encuesta nacional de rock en español, ganan la categoría de Mejor Banda de Hard Rock. La ceremonia se realizó en el Teatro Ferrocarrilero de la Ciudad de México.

### Veinte para las doce, su segundo disco
En febrero de 1995 viajan a Farnham, Inglaterra para grabar en Jacob´s Studios su segundo disco titulado Veinte para las doce bajo la producción de Robin Black, productor de legendarias bandas como Pink Floyd, Black Sabbath, Bee Gees y Supertramp. Los arreglos estuvieron a cargo de Spike Edney, tecladista de Queen. De este material se destaca la balada «Aún», que contó con un arreglo extra de cuerdas de Spike Edney. El tema logra encabezar las listas de popularidad en diferentes estaciones de radio convirtiéndose en un clásico del rock mexicano. Graban bajo la dirección de Memo del Bosque el vídeo del tema del mismo nombre, llegando nuevamente a ocupar el primer lugar en Telehit. Realizan una extensa gira en países como: Honduras, Estados Unidos, Guatemala, El Salvador y Costa Rica. Participan en el decimoprimer Festival Nuestro Rock, compartiendo escenario con Caifanes, El Tri, La Castañeda y La Ley.
En mayo viajan a Guatemala para tocar en la Teletón para ayudar con fondos para los niños minusválidos del país. En diciembre de 1995 participan en el evento Navidad con las estrellas en la Plaza de Toros México, organizado por Televisa y Estéreo 102 en beneficio de la asociación Lazos de la fundación México Unido, compartieron escenario con Fobia, Víctimas del Doctor Cerebro y Erik Rubín. Ese mismo año, el vocalista Chava Aguilar publica su libro de poesía Prosas y furtivos versos y escribe la novela Rapsodia Apocalíptica.

### Nivel 3
En octubre de 1996 son invitados al Estadio Centenario de Cuernavaca, Morelos al primer gran concierto de Stereo 7. En noviembre actúan en el Teatro Metropólitan de la Ciudad de México en el festival internacional de rock El Mazo, organizado por Sony Music.
En 1997 graban el álbum «Nivel 3», producido por Coda y Alejandro Zepeda, en este se destacan los temas Luz roja y No digas no. El video del primero lo grabaron en un ambiente futurista. Obtienen el premio a Mejor grupo de Hard Rock en la X entrega de premios Nuestro Rock. En septiembre participan en la gira Universo Musical 1997 que comenzó en Ciudad Juárez, Chihuahua y terminó en Cancún, Quintana Roo, visitando 91 ciudades se presentan en el segundo festival internacional de rock El Mazo al lado de La Dosis, Sekta Core!, Los Tres, La Nao, Babasónicos y Desorden Público. Abren el concierto de Scorpions en el Palacio de los Deportes en México, realizan una gira por las universidades de México, en 1998 ganó el premio de Mejor Grupo de Hard Rock en la XI entrega de premios de la revista Nuestro Rock. Este mismo año Xava sale de la banda por motivos personales y dos años después inicia su proyecto solista Coda Drago.

### La reunión (2012): La alineación original regresa.
En septiembre de 2012 por medio de un comunicado de prensa, se anuncia oficialmente la reunión de la formación original (Salvador "Xava Drago" Aguilar a la voz, Tonio Ruíz en la guitarra, Allan Pérez en el bajo, Chucho Esquivel en la batería y David Melchor en los teclados). En noviembre inicia la Gira Reunión 2012-2013 en Woodstock Valle de Monterrey, continuando en el Expo Center de Torreón y viajan a España por primera vez, donde inicialmente tocarían junto a KHY y otras bandas el mismo mes en los escenarios Mephisto de Barcelona con BANDAL O.S.,  Gamma de Murcia con NATRIBU, Revirock de Madrid con TETO y NATRIBU y Rockstar de Bilbao con la segunda mencionada. Canceladas debido a una tragedia en la celebración de Halloween en la capital española, una semana antes, son clausuradas una gran cantidad de salas, cambiando con esto el plan. Inician tres conciertos en España en Pub 7 de Parla, Sensorama y en Ritmo y Compás.

### Gira de Reunión 2013
En 2013, Telehit invita a la banda para hacer un programa especial con motivo de la celebración de sus 20 años, marcando el regreso a la televisión después de 15 años. Presentaron en Tampico y San Luis Potosí su gira de reunión. El mes de febrero la banda se encontraba componiendo y grabando su  material. Después de 15 años, Coda anuncia su primer concierto, con la alineación original en la Ciudad de México en el Lunario del Auditorio Nacional, el 27 de julio de 2013.
En julio, por medio de un comunicado anuncia el lanzamiento en su canal de YouTube del primer tema compuesto por la alineación original tras 15 años de no hacerlo juntos titulado Sigo aquí. 4 días antes del espectáculo del Lunario se agotan las localidades y continuaron gira en Oaxaca, Culiacán, Guadalajara, Aguascalientes, San Luis Potosí y León, cerrando el año en Tegucigalpa, Honduras. Inician el Tour 2014 por el resto de la República mexicana, Estados Unidos, Europa, Centro y Sudamérica.

### Tour 2014, participación de "Xava" Aguilar enLa voz México, gira de 25 años yCiclos
En enero de 2014, anuncian que Coda y Agora tocarían por primera vez juntos. El 27 de enero Coda hace el anuncio de que el grupo estaría en el Vive Latino 2014, Coda y Agora se presentaron en Yauhquemehcan, Tlaxcala y en Coatzacoalcos, Veracruz en el mes de febrero. En mayo llegaron a Torreón y a Monterrey como parte del cartel del Machaca Fest.
El 21 de septiembre del mismo año, Salvador "Xava" Aguilar sorprendió con su aparición en las audiciones a ciegas del telerrealidad La voz México de Televisa con el tema «Aún», Salvador Aguilar mostró seguridad en el escenario, pero ninguno de los jueces del reality Ricky Martin, Laura Pausini, Yuri y Julión Álvarez giraron su silla. Al terminar su participación y finalmente ya voltearse todos, Ricky Martin expreso: «Él es de Coda» mientras sus compañeros reaccionaron sorprendidos, esto desató una enorme polémica en redes sociales. La verdad saldría a la luz, los siguientes días. El periodista Álvaro Fong del sitio web FamiliaPerro.com publicaría al día siguiente una nota donde exponía los verdaderos motivos del vocalista, a lo que le quitaron a su hija hace varios meses y no le permiten verla, a pesar de la oposición del resto de la banda, él decidió que el programa sería un buen lugar donde podría exponer su caso para así tratar de conseguir ayuda para recuperarla. Esa misma semana OCESA anuncia la fecha de celebración de los 25 años de la banda con Ágora en Teatro Metropólitan, en el año 2015 lanzan su último álbum discográfico llamado «Ciclos».
Último concierto supuestamente
En noviembre de 2023 presenta supuestamente su última presentación como agrupación en el Teatro Metropólitan.Esto debido a complicaciones de salud del vocalista Salvador "Xava Drago" Aguilar, en 2025 regresan a los escenarios.
En agosto de 2025, Salvador “Xava Drago” Aguilar, anunció que el cáncer de estómago que padecía había alcanzado una etapa terminal y que sus médicos ya no podían hacer nada por él. En un mensaje divulgado en redes sociales, agradeció el apoyo recibido y anunció que pronto se publicaría material inédito que había grabado con antelación.

## Miembros

### Formación actual
- Salvador "Xava Drago" Aguilar - Voz (1989-1998, 2002-actual)
- Antonio Ruíz - Guitarra (1989-2000, 2012-actual)
- Allan - Bajo (1991-1999, 2012-actual)
- Chucho Esquivel - Batería (1989-1995, 1999-2012-actual)
- David Melchor - Teclados (1990-2000, 2012-actual)

## Discografía

### Álbumes de estudio
- Tiempo perfecto (EP) (1990).
- Enciéndelo (1993).
- Veinte para las doce (1995).
- Nivel 3 (1997).
- Vivo (2006).
- Cabo (2008).
- 9 (2012).
- Ciclos (2015).

### Recopilatorios
- Grandes éxitos (2000)
- Este es tu rock (2006)
- Coda Drago  (Hits 2002-2009).
- La Historia (2010).